# Sernokorba pallidipatellis
Espèce
Synonymes
- Prosthesima pallidipatellis Bösenberg & Strand, 1906

Sernokorba pallidipatellis est une espèce d'araignées aranéomorphes de la famille des Gnaphosidae.

## Distribution
Cette espèce se rencontre au Japon, en Corée du Sud, en Chine et en Russie dans le kraï du Primorié,.

## Description
Les mâles mesurent de 4,25 à 6,20 mm et les femelles de 5,10 à 8,15 mm.

## Publication originale
- Bösenberg & Strand, 1906 : Japanische Spinnen. Abhandlungen der Senckenbergischen Naturforschenden Gesellschaft, vol. 30, p. 93-422 (texte intégral).